# Juliane Quérard-Schack
Juliane Quérard (née Schack le 2 septembre 1927 à Düsseldorf) est une auteure et peintre franco-allemande. Elle a étudié à Düsseldorf, Mayence et Paris et a travaillé comme professeur d'art en plus de son propre œuvre artistique. Elle vit et travaille désormais à Ramatuelle dans le département du Var,.
Au cours de sa vie, elle a évolué de la peinture figurative vers l'abstraction. En tant qu'auteur, son sujet principal est la peinture ; son travail comprend d'ailleurs également des sculptures.

## Œuvre

### En tant qu'auteur
- Musik und Inspiration, Breitwieser, Lorch 1990,  (ISBN 978-3-928603-03-4).
- Les secrets d'une vraie créativité, Fleurus, Paris 1990,  (ISBN 978-2-215-01265-8).
- Der Künstler und sein Publikum, Blaue Eule, Essen 1995,  (ISBN 978-3-89206-657-6).
- Comprendre les dessins d'enfants, Marabout, Paris 2000,  (ISBN 978-2-501-03456-2).
- Gouache et Paysage, Ulisse, Paris 2004,  (ISBN 978-2-84415-087-5).
- Dessiner et peindre en voyage, Ulisse, Paris 2005,  (ISBN 978-2-84415-102-5).
- Jean-Luc Sudres: La personne âgée en art-thérapie : de l'expression au lien social, Harmattan, Paris 2010,  (ISBN 978-2-7475-5932-4) (co-auteur).
- Osez l'abstrait: technique et expression personelle, Ulisse, Paris 2019,  (ISBN 978-2-84415-252-7).

### En tant qu'illustratrice
- Tessa Hofmann, Gerayer Koutcharian, Juliane Quérard-Schack : Die Nachtigall Tausendtriller: Armenische Volksmärchen, Edition Orient, Berlin 1983,  (ISBN 978-3-922825-16-6).
- Mohamed Grim : Der Gewittervogel: Märchen der Berber Algeriens, Edition Orient, Berlin 1983,  (ISBN 978-3-922825-13-5).
- Mohamed Grim : Vom jungen Mädchen, dem Bräutigam und der Schlange: Ein Märchen aus der Kabylei, Edition Orient, Berlin 1985,  (ISBN 978-3-922825-24-1).
- Meir Faerber : Von Abraham bis Salomo: Die Bibel in Bänkelversen, Edition Orient, Berlin 1991,  (ISBN 978-3-922825-41-8).